# Дюсет, Лиз
Лиз Дюсет (англ. Lyse Doucet; род. 24 декабря 1958, Батерст, Нью-Брансуик, Канада) — журналистка, старшая ведущая британской телерадиосети «Би-би-си» и специальный корреспондент из Нью-Брансуика. Работает как на радио BBC World Service, так и на телевидении BBC World News, а также делает репортажи для BBC Radio 4 и BBC News в Великобритании, в том числе для программы «Newsnight». Свободно владеет английским и французским.

## Биография
Лиз Дюсет родилась 24 декабря 1958 года в Батерсте, Канада.
Получила степень магистра в области международных отношений от Торонтского университета и степень бакалавра искусств с отличием от Университета Куинс в Кингстоне.

### «Би-би-си»
Дюсет присоединилась к «Би-би-си» в начале 1980-х годов в Западной Африке, и в течение пяти лет работала в Абиджане в Кот-д’Ивуаре. В 1988 году она вела репортажи из Пакистана, а с конца 1988 до конца 1989 года работала в Кабуле, освещая вывод советских войск и его последствия.
Она была корреспондентом «Би-би-си» в Исламабаде с 1989 по 1993 год, также ведя репортажи из Афганистана и Ирана. В 1994 году она открыла офис «Би-би-си» в Аммане, Иордания. С 1995 по 1999 год она работала в Иерусалиме, путешествуя по Ближнему Востоку. В 1999 году она присоединилась к команде ведущих «Би-би-си», но продолжает вести репортажи с мест.
Лиз Дюсет часто освещает значимые события с мест, а также берёт интервью. Она играла ведущую роль в освещении Арабской весны на «Би-би-си», делая репортажи из Туниса, Египта и Ливии. Она освещала все заметные войны на Ближнем Востоке с середины 1990-х годов. Дюсет часто посещала Пакистан и Афганистан с конца 1980-х годов. Она также освещала последствия больших стихийных бедствий, включая цунами в Индийском океане в 2004 году.